# Società Podistica Lazio 1919-1920
Questa voce raccoglie le informazioni riguardanti la Società Podistica Lazio nelle competizioni ufficiali della stagione 1919-1920.

## Stagione
La Lazio nel campionato di Prima Categoria 1919-1920 giunge terza nel girone laziale del torneo centro-meridionale con 14 punti dietro alla Fortitudo e l'Audace Roma, qualificate ai gironi di semifinale.

## Organigramma societario
Area direttiva
- Presidente: Fortunato Ballerini

Area tecnica
- Allenatore: Guido Baccani

## Rosa
| N. |                   | Ruolo | Calciatore                |
| -- | ----------------- | ----- | ------------------------- |
|    | Italia (bandiera) | P     | Fulvio Bernardini         |
|    | Italia (bandiera) | P     | Matteo Salineri           |
|    | Italia (bandiera) | D     | Camillo Bona              |
|    | Italia (bandiera) | D     | Domenico Cella II         |
|    | Italia (bandiera) | D     | Ugo Dosio                 |
|    | Italia (bandiera) | D     | Carlo Maranghi (capitano) |
|    | Italia (bandiera) | C     | Attilio Baldacci I        |
|    | Italia (bandiera) | C     | Baldacci II               |
|    | Italia (bandiera) | C     | Stefano Fiorentini        |
|    | Italia (bandiera) | C     | Spartaco Orazi I          |
|    | Italia (bandiera) | C     | Angelo Zucchi II          |
|    | Italia (bandiera) | A     | Alfredo Cella I           |

| N. |                   | Ruolo | Calciatore          |
| -- | ----------------- | ----- | ------------------- |
|    | Italia (bandiera) | A     | Marcello Consiglio  |
|    | Italia (bandiera) | A     | Corrado Corelli I   |
|    | Italia (bandiera) | A     | Pietro Felicani     |
|    | Italia (bandiera) | A     | Giuseppe Fioranti I |
|    | Italia (bandiera) | A     | Aldo Fraschetti     |
|    | Italia (bandiera) | A     | Antonino Marretta   |
|    | Italia (bandiera) | A     | Mario Raffo         |
|    | Italia (bandiera) | A     | Sacchi              |
|    | Italia (bandiera) | A     | Fernando Saraceni I |
|    | Italia (bandiera) | A     | Setti II            |
|    | Italia (bandiera) | A     | Alessandro Varini   |

## Risultati

### Prima Categoria

#### Torneo centro-meridionale - Sezione laziale

##### Girone di andata
| Arbitro: | Caroncini (Roma) |

|                           |           |                        |
| Marchettini 30’ Monti 88’ | Marcatori | 71’ Cella I 78’ Varini |

| Arbitro: | Caroncini (Roma) |

|                            |           |  |
| Consiglio 18’ Maranghi 72’ | Marcatori |  |

| Roma 7 dicembre 1919 3ª giornata                                                  | Lazio     | 1 – 2                                | Fortitudo | Stadio della Rondinella |
| \| \| \| \| \| Varini 36’ \| Marcatori \| 21’ (rig.) Azzarà 38’ (aut.) Faccani \| |           |                                      |           |                         |
|                                                                                   |           |                                      |           |                         |
| Varini 36’                                                                        | Marcatori | 21’ (rig.) Azzarà 38’ (aut.) Faccani |           |                         |

| Roma 14 dicembre 1919 4ª giornata               | Roman     | 0 – 2         | Lazio | Campo dei due Pini |
| \| \| \| \| \| \| Marcatori \| 29’ Consiglio \| |           |               |       |                    |
|                                                 |           |               |       |                    |
|                                                 | Marcatori | 29’ Consiglio |       |                    |

| Arbitro: | Caroncini (Roma) |

|  |           |                                  |
|  | Marcatori | 5’ Raffo 75’ Cella I 80’ Cella I |

| 21 dicembre 1919 6ª giornata |  | – Riposo |  |  |

| Arbitro: | Ambrosini (Roma) |

|  |           |                           |
|  | Marcatori | 25’ Galassi 70’ Melchiori |

##### Girone di ritorno
| Roma 18 gennaio 1920 8ª giornata                                                           | Lazio     | 4 – 1    | Pro Roma |  |
| \| \| \| \| \| Maranghi 5’ Faccani 12’ Saraceni I ?’ Varini ?’ \| Marcatori \| ?’ Monti \| |           |          |          |  |
|                                                                                            |           |          |          |  |
| Maranghi 5’ Faccani 12’ Saraceni I ?’ Varini ?’                                            | Marcatori | ?’ Monti |          |  |

| Roma 25 gennaio 1920 9ª giornata                                       | Juventus Audax | 2 – 1         | Lazio | Campo della Farnesina |
| \| \| \| \| \| Berti 4’ Benincasa 46’ \| Marcatori \| 35’ Consiglio \| |                |               |       |                       |
|                                                                        |                |               |       |                       |
| Berti 4’ Benincasa 46’                                                 | Marcatori      | 35’ Consiglio |       |                       |

| Arbitro: | Cerchia (Roma) |

|            |           |  |
| Azzarà 46’ | Marcatori |  |

| Arbitro: | Onofri (Roma) |

|                                  |           |             |
| Maranghi 16’, 38’ Saraceni I 18’ | Marcatori | 39’ Bottari |

| Roma 14 marzo 1920 12ª giornata                                | Lazio     | 3 – 0 | US Romana | Stadio della Rondinella |
| \| \| \| \| \| Raffo 23’, 39’ Consiglio 43’ \| Marcatori \| \| |           |       |           |                         |
|                                                                |           |       |           |                         |
| Raffo 23’, 39’ Consiglio 43’                                   | Marcatori |       |           |                         |

| 22 febbraio 1920 13ª giornata |  | – Riposo |  |  |

| Roma 29 febbraio 1920 14ª giornata | Audace Roma    | 0 – 0 | Lazio | Stadio della Rondinella\| Arbitro: \| Torazzi (Roma) \| |
| Arbitro:                           | Torazzi (Roma) |       |       |                                                         |

## Statistiche

### Statistiche di squadra
| Competizione    | Punti | In casa | In casa | In casa | In casa | In casa | In casa | In trasferta | In trasferta | In trasferta | In trasferta | In trasferta | In trasferta | Totale | Totale | Totale | Totale | Totale | Totale | DR  |
| Competizione    | Punti | G       | V       | N       | P       | Gf      | Gs      | G            | V            | N            | P            | Gf           | Gs           | G      | V      | N      | P      | Gf     | Gs     | DR  |
| --------------- | ----- | ------- | ------- | ------- | ------- | ------- | ------- | ------------ | ------------ | ------------ | ------------ | ------------ | ------------ | ------ | ------ | ------ | ------ | ------ | ------ | --- |
| Prima Categoria | 14    | 6       | 4       | 0       | 2       | 13      | 6       | 6            | 2            | 2            | 2            | 8            | 5            | 12     | 6      | 2      | 4      | 21     | 11     | +10 |